# Sicus chvalai
Sicus chvalai är en art av tvåvinge som beskrevs av den tyska entomologen Jens-Hermann Stuke 2004. Den ingår i släktet Sicus och familjen stekelflugor (Conopidae). Inga underarter finns listade i Catalogue of Life.